# Back to School (seconda edizione)
La seconda edizione del reality show Back to School è stata trasmessa, in anteprima su Italia 2 e Twentyseven - con le prime due puntate, il 25 e il 27 dicembre 2022 e successivamente in prima serata su Italia 1 dal 5 aprile all'11 maggio 2023, per sei puntate con la conduzione di Federica Panicucci, affiancata dal capoclasse Gianluca "Scintilla" Fubelli. Le prime due puntate sono andate in onda di mercoledì, mentre le rimanenti quattro puntate sono state trasmesse di giovedì.

## Cast

### Maestrini
L'età dei Maestrini si riferisce alla partecipazione al programma.
| Maestrini | Maestrini | Età     | Luogo di nascita |
| --------- | --------- | ------- | ---------------- |
|           | Valeria   | 11 anni | Marche           |
|           | Luca      | 11 anni | Campania         |
|           | Irene     | 10 anni | Liguria          |
|           | Eleonora  | 11 anni | Piemonte         |
|           | Valerio   | 8 anni  | Sicilia          |
|           | Leonardo  | 9 anni  | Lazio            |
|           | Nicole    | 7 anni  | Veneto           |
|           | Liliana   | anni    | Sicilia          |
|           | Raffaele  | 10 anni | Lazio            |
|           | Sophie    | 10 anni | Lazio            |
|           | Matteo    | 10 anni | Emilia-Romagna   |
|           | Federico  | 11 anni | Sardegna         |
|           | Leo       | 9 anni  | Lombardia        |

### Classe VIP dei ripetenti
L'età dei concorrenti si riferisce alla partecipazione al programma.
| VIP ripetente             | Età          | Professione                                            | Luogo di nascita        | Stato                |
| ------------------------- | ------------ | ------------------------------------------------------ | ----------------------- | -------------------- |
| Aldo Montano              | 44 anni      | Ex schermidore                                         | Livorno                 | Promosso             |
| Alessandro Cecchi Paone   | 61 anni      | Conduttore TV, giornalista                             | Roma                    | Rimandato            |
| Simone "Awed" Paciello    | 26 anni      | YouTuber, comico                                       | Napoli                  | Promosso             |
| Beatrice Valli            | 28 anni      | Influencer                                             | Bologna                 | Promossa             |
| Franco "Blind" Popi Rujan | 22 anni      | Rapper                                                 | Perugia                 | Promosso             |
| Carmen Di Pietro          | 57 anni      | Attrice, conduttrice TV, speaker radiofonica, showgirl | Potenza                 | Rimandata - Promossa |
| Cecilia Capriotti         | 47 anni      | Showgirl, attrice                                      | Ascoli Piceno           | Rimandata            |
| Elena Morali              | 32 anni      | Modella, personaggio TV                                | Ponte San Pietro        | Rimandata            |
| Elisa Esposito            | 20 anni      | Influencer                                             | Milano                  | Promossa             |
| Francesco Pannofino       | 64 anni      | Attore, doppiatore, direttore del doppiaggio           | Pieve di Teco           | Promosso             |
| Gabriele Cirilli          | 52 anni      | Comico, attore                                         | Sulmona                 | Promosso             |
| Gigi e Ross               | 43 e 40 anni | Comici, attori                                         | Napoli                  | Rimandati - Promossi |
| Jenny De Nucci            | 22 anni      | Attrice, influencer, personaggio TV                    | Garbagnate Milanese     | Promossa             |
| Jo Squillo                | 60 anni      | Cantante                                               | Milano                  | Promossa             |
| Justine Mattera           | 51 anni      | Showgirl, attrice                                      | New York                | Promossa             |
| Katia Ricciarelli         | 76 anni      | Soprano                                                | Rovigo                  | Promossa             |
| Ivan Cattaneo             | 69 anni      | Cantautore, pittore                                    | Bergamo                 | Non classificato     |
| Luca Daffrè               | 27 anni      | Modello, personaggio TV                                | Trento                  | Promosso             |
| Luca Onestini             | 29 anni      | Dentista, modello, personaggio TV                      | Castel San Pietro Terme | Promosso             |
| Maria Monsè               | 48 anni      | Attrice, personaggio TV                                | Castel di Iudica        | Rimandata            |
| Michele Cucuzza           | 70 anni      | Giornalista, conduttore TV, scrittore                  | Catania                 | Promosso             |
| Mietta                    | 53 anni      | Cantante                                               | Taranto                 | Promossa             |
| Natasha Stefanenko        | 51 anni      | Attrice, conduttrice TV                                | Lesnoj                  | Promossa             |
| Pierpaolo Pretelli        | 32 anni      | Modello, personaggio TV                                | Maratea                 | Promosso             |
| Raffaella Fico            | 34 anni      | Showgirl, modella, attrice                             | Cercola                 | Rimandata-Promossa   |
| Ricky Tognazzi            | 67 anni      | Attore, regista                                        | Milano                  | Promosso             |
| Riccardo "Riki" Marcuzzo  | 30 anni      | Cantante                                               | Segrate                 | Promosso             |
| Soleil Sorge              | 28 anni      | Modella, influencer, personaggio TV                    | Los Angeles             | Rimandata-Promossa   |
| Valeria Marini            | 55 anni      | Showgirl, attrice                                      | Roma                    | Promossa             |
| Walter Zenga              | 62 anni      | Ex calciatore, allenatore di calcio                    | Milano                  | Promosso             |

### Commissione esaminatrice
| Maestri della commissione d'esame | Maestri della commissione d'esame |
| --------------------------------- | --------------------------------- |
|                                   | Giusy Bertucci                    |
|                                   | Chiara Greaves                    |
|                                   | Oscar Innaurato                   |
|                                   | Rossella Rocca                    |
|                                   | Caterina De Simone                |

### Bidelli
- Antonino Porzio
- Emanuele De Simone

## Tabella dello svolgimento del programma
Legenda
     Il ripetente è stato promosso
     Il ripetente è stato rimandato
     Il ripetente non è classificabile
     Il ripetente non partecipa alla puntata in quanto non è ancora partecipante
     Il ripetente non partecipa alla puntata in quanto è stato già promosso
| Ripetente               | Puntate   | Puntate   | Puntate   | Puntate   | Puntate                   | Puntate                   |                           |
| Ripetente               | 1         | 2         | 3         | 4         | 5                         | 6                         |                           |
| ----------------------- | --------- | --------- | --------- | --------- | ------------------------- | ------------------------- | ------------------------- |
| Jenny De Nucci          | Promossa  |           |           |           |                           |                           |                           |
| Michele Cucuzza         | Promosso  |           |           |           |                           |                           |                           |
| Pierpaolo Pretelli      | Promosso  |           |           |           |                           |                           |                           |
| Valeria Marini          | Promossa  |           |           |           |                           |                           |                           |
| Walter Zenga            | Promosso  |           |           |           |                           |                           |                           |
| Soleil Sorge            | Rimandata | Promossa  |           |           |                           |                           |                           |
| Aldo Montano            |           | Promosso  |           |           |                           |                           |                           |
| Luca Onestini           |           | Promosso  |           |           |                           |                           |                           |
| Ricky Tognazzi          |           | Promosso  |           |           |                           |                           |                           |
| Carmen Di Pietro        |           | Rimandata | Rimandata | Rimandata | Promossa                  |                           |                           |
| Raffaella Fico          |           | Rimandata | Promossa  |           |                           |                           |                           |
| Awed                    |           |           | Promosso  |           |                           |                           |                           |
| Elisa Esposito          |           |           | Promossa  |           |                           |                           |                           |
| Francesco Pannofino     |           |           | Promosso  |           |                           |                           |                           |
| Gabriele Cirilli        |           |           | Promosso  |           |                           |                           |                           |
| Mietta                  |           |           | Promossa  |           |                           |                           |                           |
| Blind                   |           |           |           | Promosso  |                           |                           |                           |
| Jo Squillo              |           |           |           | Promossa  |                           |                           |                           |
| Natasha Stefanenko      |           |           |           | Promossa  |                           |                           |                           |
| Elena Morali            |           |           |           | Rimandata | Rimandata                 | Rimandata                 |                           |
| Gigi e Ross             |           |           |           | Rimandati | Rimandati                 | Promossi                  |                           |
| Beatrice Valli          |           |           |           |           | Promossa                  |                           |                           |
| Justine Mattera         |           |           |           |           | Promossa                  |                           |                           |
| Katia Ricciarelli       |           |           |           |           | Promossa                  |                           |                           |
| Luca Daffrè             |           |           |           |           | Promosso                  |                           |                           |
| Alessandro Cecchi Paone |           |           |           |           |                           | Rimandato                 |                           |
| Cecilia Capriotti       |           |           |           |           |                           | Rimandata                 |                           |
| Maria Monsè             |           |           |           |           |                           | Rimandata                 |                           |
| Riki                    |           |           |           |           |                           | Promosso                  |                           |
| Ivan Cattaneo           |           |           |           |           | Non classificato/bocciato | Non classificato/bocciato | Non classificato/bocciato |

## Dettaglio delle puntate

### Prima puntata
- Data: 5 aprile 2023

| N° | VIP ripetente      | Materie da studiare  | Maestrini associati | Esito dell'esame |
| -- | ------------------ | -------------------- | ------------------- | ---------------- |
| 1  | Valeria Marini     | Tecnologia, storia   | Sophie e Raffaele   | Promossa         |
| 2  | Pierpaolo Pretelli | Inglese, italiano    | Matteo e Irene      | Promosso         |
| 3  | Michele Cucuzza    | Storia, spagnolo     | Valerio e Leonardo  | Promosso         |
| 4  | Soleil Sorge       | Scienze, italiano    | Leo e Nicole        | Rimandata        |
| 5  | Walter Zenga       | Geografia, musica    | Eleonora e Valeria  | Promosso         |
| 6  | Jenny De Nucci     | Geometria, geografia | Valeria e Luca      | Promossa         |

### Seconda puntata
- Data: 12 aprile 2023

| N° | VIP ripetente    | Materie da studiare          | Maestrini associati | Esito dell'esame |
| -- | ---------------- | ---------------------------- | ------------------- | ---------------- |
| 1  | Soleil Sorge     | Scienze, italiano            | Leo e Nicole        | Promossa         |
| 2  | Raffaella Fico   | Italiano, matematica         | Leo e Eleonora      | Rimandata        |
| 3  | Luca Onestini    | Geografia, educazione civica | Valerio e Valeria   | Promosso         |
| 4  | Ricky Tognazzi   | Scienze, storia              | Raffaele e Sophie   | Promosso         |
| 5  | Carmen Di Pietro | Italiano, geometria          | Leonardo e Matteo   | Rimandata        |
| 6  | Aldo Montano     | Matematica, scienze          | Irene e Valerio     | Promosso         |

### Terza puntata
- Data: 20 aprile 2023

| N° | VIP ripetente       | Materie da studiare       | Maestrini associati | Esito dell'esame |
| -- | ------------------- | ------------------------- | ------------------- | ---------------- |
| 1  | Carmen Di Pietro    | Italiano, geometria       | Leonardo e Matteo   | Rimandata        |
| 2  | Gabriele Cirilli    | Scienze, geometria        | Sophie e Matteo     | Promosso         |
| 3  | Mietta              | Arte, storia              | Sophie e Matteo     | Promossa         |
| 4  | Elisa Esposito      | Scienze, italiano         | Nicole e Raffaele   | Promossa         |
| 5  | Francesco Pannofino | Educazione civica, storia | Valerio e Federico  | Promosso         |
| 6  | Raffaella Fico      | Italiano, matematica      | Leo e Eleonora      | Promossa         |
| 7  | Awed                | Geografia e tecnologia    | Valeria e Leo       | Promosso         |

### Quarta puntata
- Data: 27 aprile 2023

| N° | VIP ripetente      | Materie da studiare | Maestrini associati | Esito dell'esame |
| -- | ------------------ | ------------------- | ------------------- | ---------------- |
| 1  | Carmen Di Pietro   |                     |                     |                  |
| 2  | Elena Morali       |                     |                     |                  |
| 3  | Gigi e Ross        |                     |                     |                  |
| 4  | Jo Squillo         |                     |                     |                  |
| 5  | Blind              |                     |                     |                  |
| 6  | Natasha Stefanenko |                     |                     |                  |

### Quinta puntata
- Data: 4 maggio 2023

| N° | VIP ripetente     | Materie da studiare | Maestrini associati | Esito dell'esame |
| -- | ----------------- | ------------------- | ------------------- | ---------------- |
| 1  | Carmen Di Pietro  |                     |                     |                  |
| 2  | Elena Morali      |                     |                     |                  |
| 3  | Gigi e Ross       |                     |                     |                  |
| 4  | Katia Ricciarelli |                     |                     |                  |
| 5  | Beatrice Valli    |                     |                     |                  |
| 6  | Justine Mattera   |                     |                     |                  |
| 7  | Luca Daffrè       |                     |                     |                  |
| 8  | Ivan Cattaneo     |                     |                     |                  |

### Sesta puntata
- Data: 11 maggio 2023

| N° | VIP ripetente           | Materie da studiare | Maestrini associati | Esito dell'esame |
| -- | ----------------------- | ------------------- | ------------------- | ---------------- |
| 1  | Elena Morali            |                     |                     | Rimandata        |
| 2  | Gigi e Ross             |                     |                     | Promossi         |
| 3  | Maria Monsè             |                     |                     | Rimandata        |
| 4  | Alessandro Cecchi Paone |                     |                     | Rimandato        |
| 5  | Riki                    |                     |                     | Promosso         |
| 6  | Cecilia Capriotti       |                     |                     | Rimandata        |

## Ascolti
| Puntata | Messa in onda  | Telespettatori | Share |
| ------- | -------------- | -------------- | ----- |
| 1       | 5 aprile 2023  | 1 081 000      | 7,50% |
| 2       | 12 aprile 2023 | 840 000        | 5,50% |
| 3       | 20 aprile 2023 | 801 000        | 5,60% |
| 4       | 27 aprile 2023 | 945 000        | 6,20% |
| 5       | 4 maggio 2023  | 743 000        | 5,30% |
| 6       | 11 maggio 2023 | 676 000        | 4,40% |
| Media   | Media          | 848 000        | 5,75% |